# José María David Suárez Núñez
José María David Suárez Núñez (Santiago de Compostel·la, 17 de juliol de 1932 - 4 de juny de 1987) fou un metge i polític gallec, senador en la legislatura constiuent.
Va cursar el batxillerat en el Col·legi Esciencia de Santiago. Va acabar la carrera de Medicina en la Universitat de Santiago de Compostel·la el 1955. Del 1956 al 1958 es va especialitzar en l'estranger: Anglaterra, França, Bèlgica i Portugal. Va fer l'oposició a la Càtedra d'Anatomia en l'Escola d'Estomatologia Central de Madrid. Lligat als moviments polítics de tot signe ideològic. Va formar part del Grup Diego de Muros que escrivia sobre temes de planificació universitària en periòdics gallecs. Fou Acadèmic de la Reial Acadèmia Gallega de Medicina.
A les eleccions generals espanyoles de 1977 fou escollit senador per UCD per la província de la Corunya. El 1981 es va barallar el seu nom com a candidat de la UCD a la presidència de la Xunta de Galícia a les primeres eleccions autonòmiques, però finalment no hi participà.
Del 1978 al 1984 fou rector de la Universitat de Santiago de Compostel·la, i des del 1984 membre del consell administrador d'Editorial Compostela, encarregada d'El Correo Gallego. També fou membre de l'Assemblea de Parlamentaris de Galícia.